# École de formation des officiers du régime transitoire des troupes de marine

L'École de formation des officiers ressortissants des territoires d’outre-mer (EFORTOM) a été créée en 1956. En 1959, l'école est renommée École de formation des officiers du régime transitoire des troupes de marine (EFORTDM). L'établissement ferme en juillet 1965 après avoir formé près de trois cents officiers africains et malgaches. L'école était située à Fréjus. La devise était « mieux savoir pour mieux servir ».

## Création
Selon Camille Evrard, de l'université Toulouse-Jean-Jaurès, l'EFORTOM était un compromis entre « l'insuffisance des Écoles militaires préparatoires africaines et la difficulté des grandes Écoles » et était une formation au rabais, puisque « le niveau scolaire y est assez faible et les résultats finalement limités ».
L'école était installée au sein du centre de transition et de repos pour les troupes coloniales créé en 1915. Ce centre constituait le Camp du Sud-Est, et était destiné à accueillir les soldats indigènes venus combattre en France. Cette vocation perdura jusqu’à l’indépendance des États africains en 1960.

## Anciens élèves
Parmi les anciens élèves, quatorze sont devenus chefs d’État et de nombreux autres ont occupé des fonctions majeures au sein des armées nationales, dans l’administration ou la diplomatie,.
- Général Mathieu Kerekou, promotion de la Communauté (1958-1960) : président de la République du Dahomey entre 1972 et 1975 puis président de la République du Bénin entre 1972 et 1991 puis entre 1996 et 2006
- Moussa Traoré, promotion Chasselay-Montluzin (1961-1963) : président du Mali entre 1968 et 1991.
- André Kolingba, promotion Saint-Exupéry (1961-1964) : président de la République Centrafricaine entre 1981 et 1993
- Seyni Kountché, promotion de la Communauté, (1958-1960) : président de la République du Niger de 1974 à sa mort en 1987
- Colonel Saye Zerbo, promotion N’Tchoréré (1957-1959) : président du Burkina Faso entre 1980 et 1982.

Autres anciens élèves :
- Charles N'Tchoréré (1896-1940), officier français